# 閔槐
閔槐（1477年—？），字公甫，號南洲，直隶河间府任丘縣（今河北省任丘市）人，明朝政治人物。

## 生平
順天府鄉試第十四名舉人。弘治十八年（1505年）中式乙丑科會試第四十一名，二甲第五十九名進士。弘治十八年（1505年），闵槐与兄闵楷同中乙丑科进士，授刑部主事，歷升员外郎、郎中。当时甘肃用兵，镇守太监及总兵隐匿冒功，事情败露，闵槐奉命前往勘察，冒功者皆伏罪。正德十年（1515年）出知平阳府，设计平定回民叛乱。嘉靖元年（1522年）二月官至山西按察司雁门兵备副使。

## 家族
曾祖父閔彛，貢士；祖父閔琦；父閔定，聽選官。母卞氏。具庆下。弟閔楷，同科進士。